# Primary Weapons Systems
Primary Weapons Systems（簡稱PWS）是美國一家位於愛達荷州波夕，原名為AK Concepts的輕兵器及配件生產商，並於2008年更為現名。該公司主要生產使用長行程活塞的AR系列槍械。

## 歷史
AK Concepts由Dean Sylvester於2005年成立，起初生產南斯拉夫型AK-47，而公司的第一件產品為AK-47的JTAC 47槍口補償器。後來於2008年改組成Primary Weapons Systems，並於2009年推出首款使用長行程活塞的AR-15。後來在2013年推出其MOD 1槍械。
PWS亦推出了整合皮卡汀尼導軌及M-LOK或KeyMod的導軌界面，分別稱為PicLok及PicMod，並應用在自家生產的護木上，以同時擁有M-LOK或KeyMod提供的輕量化界面及皮卡汀尼導軌提供的穩固安裝平臺。
另外由於PWS生產的產品皆為長行程活塞AR專用設計，因此PWS授權姊妹公司Bootleg生產普通直噴式氣動AR可用的護木及輕量化鍛造機匣。
2018年，PWS亦為Brownells所進口的HK416及HK417下機匣鍛造件提供了加工服務，並交回Brownells以BRN-4及BRN-7的名義發售。而Brownells推出的復古系列中仿製早期AR-10的BRN-10亦為PWS負責組裝，而BRN-180上機匣的設計則為PWS與FM Products合作完成。

## 產品
PWS槍械產品全數使用長行程活塞系統，並採用三段可調氣動系統。而零件方面則多數採用BCM及Radian的部件組。PWS現有的產品為：
- MK1 MOD 1-M
- MK1 MOD 2-M
- MK1 ALPHA
- MK2 MOD 1-M

其中MK1指的是使用.223 Wylde、7.62×39及.300 BLK，基於AR-15的小框架AR系統；MK2則是指使用7.62 NATO及6.5公釐克里德莫爾，基於DPMS AR-10的大框架AR系統。實際為產品命名時則會接著加上代表槍管長度的數字。另外亦有以PCC命名，使用9×19毫米魯格彈及反沖作用運作的手槍口徑AR卡賓槍。
接著命名的MOD 1則是指使用普通鍛造件、並且帶復進助推器上機匣的槍械；MOD 2則是改用訂製輕量化鍛造件、並移除復進助推器的槍械。ALPHA則是以軍用市場為重點，改用更厚實部件的槍械。
因此比如一把稱為MK114 MOD 1的槍械指的是14英吋槍管的傳統外觀AR-15。
由於設計概念相似且價格較便宜，因此PWS的MK1有時會被用作與使用短行程活塞但價格高達3000美元的MR556作比較。

## 資料來源
1. ↑  . Primary Weapon Systems.   [2020-02-24]. （原始内容存档于2020-02-24） （英语）.
2. ↑  . www.smallarmsreview.com.   [2020-02-24]. （原始内容存档于2021-02-15）.
3. ↑  Jones, Casey. . SHWAT™. 2019-05-09  [2020-02-24]. （原始内容存档于2020-02-24） （美国英语）.
4. ↑  .   [2020-02-24]. （原始内容存档于2020-02-24） （美国英语）.
5. ↑  . Primary Weapon Systems.   [2020-02-24]. （原始内容存档于2021-02-15） （英语）.
6. ↑  . Bootleg Inc.   [2020-07-17]. （原始内容存档于2020-07-17） （美国英语）.
7. ↑  . The Firearm Blog. 2018-11-08  [2020-02-24]. （原始内容存档于2020-02-23） （美国英语）.
8. ↑  . Primary Weapon Systems.   [2020-02-24]. （原始内容存档于2021-02-15） （英语）.